# Laportea cordata
Laportea cordata är en nässelväxtart som beskrevs av Otto Warburg. Laportea cordata ingår i släktet Laportea och familjen nässelväxter. Inga underarter finns listade i Catalogue of Life.